# Kovarijanca
Kovarijanca pokazuje koliko se dvije varijable mijenjaju zajedno. 
Na taj način se vrijednost kovarijance razlikuje od vrijednosti varijance koja opisuje promjene u vrijednosti jedne varijable (njezino osciliranje oko srednje vrijednosti). Kovarijanca postaje sve više pozitivnom za svaki par vrijednosti koji se razlikuje od njihovih srednjih vrijednosti u istom smjeru (zajedničkom pozitivnom ili negativnom odstupanju od svojih aritmetičkih sredina), te postaje više negativna za svaki par vrijednosti koji se razlikuje od njihovih srednjih vrijednosti u suprotnim smjerovima. 
Za skup od n mjerenja dviju varijabli (xi, yi) kovarijanca se računa iz izraza:
cxy = ∑ · 1/n · (xi-xsrednji) · (yi-ysrednji)